# Legger
Legger är ett mått för flytande varor, i synnerhet arrak.
I Nederländerna och Holländska Västindien var 1 Legger = 563 liter, i Holländska Ostindien 588,15 liter. I Sydafrika var 1 Legger = 588, 15 liter.